# Henry F. Schaefer, III

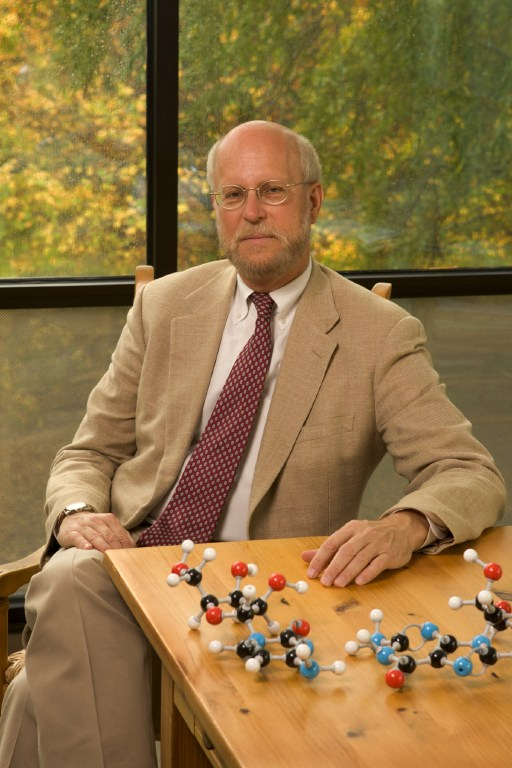
Henry F. Schaefer, III

Henry "Fritz" Schaefer III (ur. 1944) – amerykański chemik i informatyk. Dyrektor Center for Computational Quantum Chemistry na University of Georgia, ceniony za prace z chemii kwantowej, autor ponad tysiąca naukowych artykułów, które ukazały się głównie w "Journal of Chemical Physics" i "Journal of the American Chemical Society", redaktor naczelny londyńskiego "Molecular Physics"; jeden z sześciu najczęściej cytowanych chemików na świecie (z lat 1981-1997). Członek American Academy of Arts and Sciences, autor książki "Science and Christianity: Conflict or Coherence?", w której przedstawił swoje rozumienie przenikania się wiary i nauki.
Członek Center for Science and Culture Discovery Institute, prywatnego uniwersytetu znanego z propagowania koncepcji inteligentnego projektu.